# Otman Mechhidan
Otman Mechhidan Maachou (Tetuán, Marruecos, 26 de septiembre de 1997) conocido deportivamente como Otman Mechhidan, es un futbolista español de origen marroquí que juega como Mediocentro ofensivo. Actualmente forma parte del FC Ordino de la Primera División de Andorra.

## Trayectoria deportiva
Otman desarrolló su etapa formativa en el fútbol base de Cataluña, más en concreto en Tarrasa, ciudad donde se crio. Allí entró en las categorías inferiores del Terrassa Futbol Club hasta llegar al combinado U19.  El curso siguiente lo comenzó en las filas del filial donde realizó su debut en categoría senior.
En la temporada 2017/2018 firma por una temporada en el FC Anker Wismar de la Quinta División de Alemania finalizando como octavo clasificado.
En el curso 2018/2019 su siguiente destino fue en las filas del Malchower SV 90 también de la Quinta División de Alemania, donde permaneció por tres campañas en las que disputó un total de 41 encuentros oficiales entre competición de liga y Copa de Meckelenburgo-Pomerania Occidental en la que en su primer año alcanzaron los cuartos de final.
Para la temporada 2021/2022 ficha por un curso en el FC Süderelbe  de la Oberliga Hamburgo donde disputó un total de 23 encuentros oficiales entre competición de liga y el playoff de ascenso a Cuarta División de Alemania.
De cara a la temporada 2023/2024 Otman firma contrato profesional para unirse al FC Ordino  de la Primera División de Andorra haciendo su debut en competición oficial en la tercera jornada de liga, el 1 de octubre de 2023 en el encuentro (1-0) ante el Atlètic Club d'Escaldes.

## Carrera deportiva

### Clubes
| Club                     | País     | Año               |
| ------------------------ | -------- | ----------------- |
| Terrassa Futbol Club U19 | España   | 2015 - 2016       |
| Terrassa Futbol Club     | España   | 2016 - 2017       |
| FC Anker Wismar          | Alemania | 2017 - 2018       |
| Malchower SV 90          | Alemania | 2018 - 2021       |
| FC Süderelbe             | Alemania | 2021 - 2022       |
| FC Ordino                | Andorra  | 2023 - Actualidad |